# Дубово-сосновий ліс-4 (заповідне урочище)
Дубово-сосновий ліс-4  — заповідне урочище місцевого значення. Об'єкт розташований на території Луцької міської громади Луцького району Волинської області, на північний захід від с. Жабка.
Площа — 50,6 га, статус отриманий у 1995 році відповідно до розпорядження Волинської обласної державної адміністрації № 213 від 12.12.1995 р. Перебуває у віданні ДП «Волинський військовий лісгосп», Луцьке лісництво, кв. 17, вид. 1, 4, 5, кв. 18, вид. 3, 6, кв. 29, вид. 2, 4-6.
Статус надано з метою охорони та збереження високобонітетного природного лісового масиву (1 А) сосни звичайної Pinus sylvestris із домішкою дуба звичайного Quercus robur, віком близько 60 років.

## Галерея

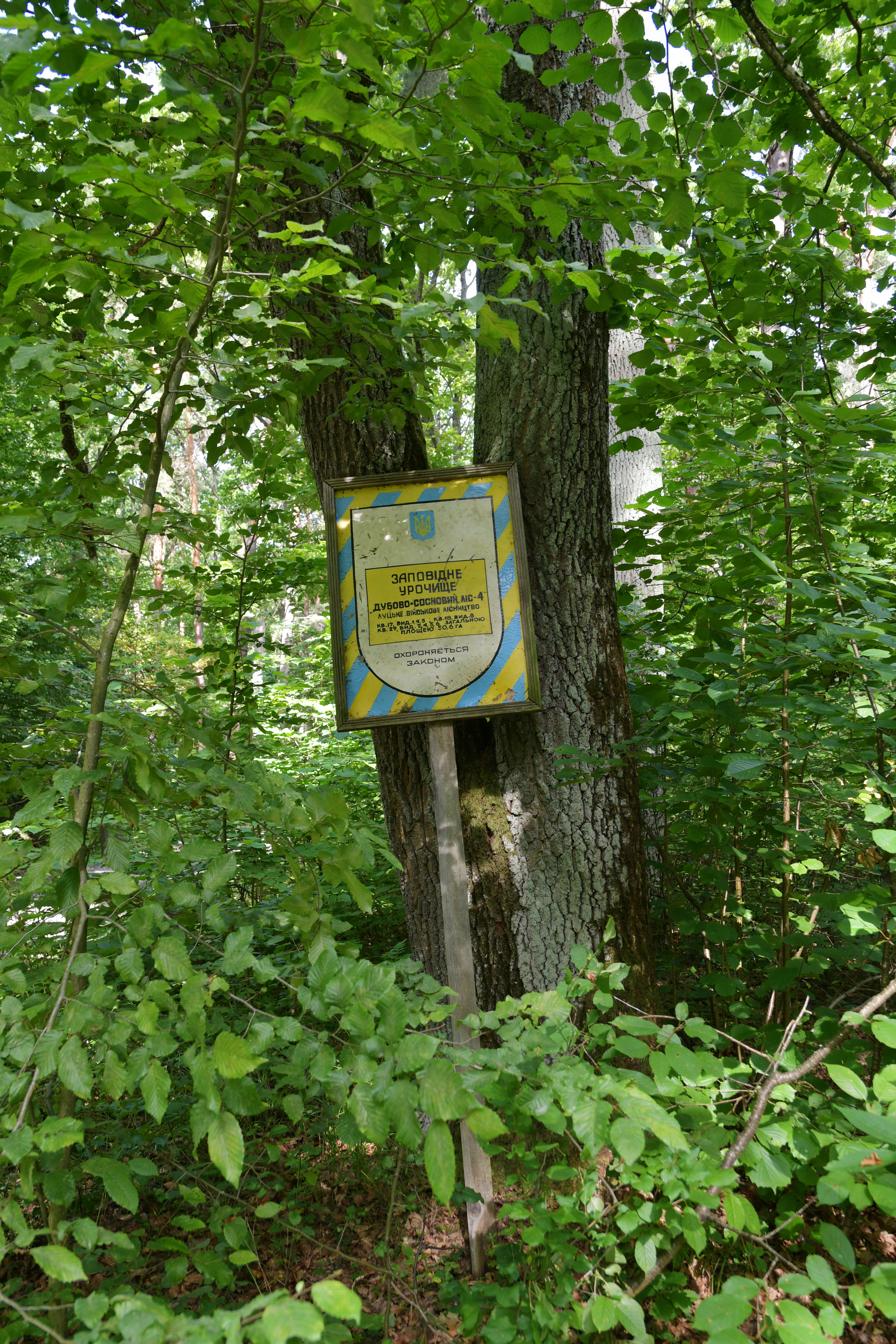
Охоронна дошка
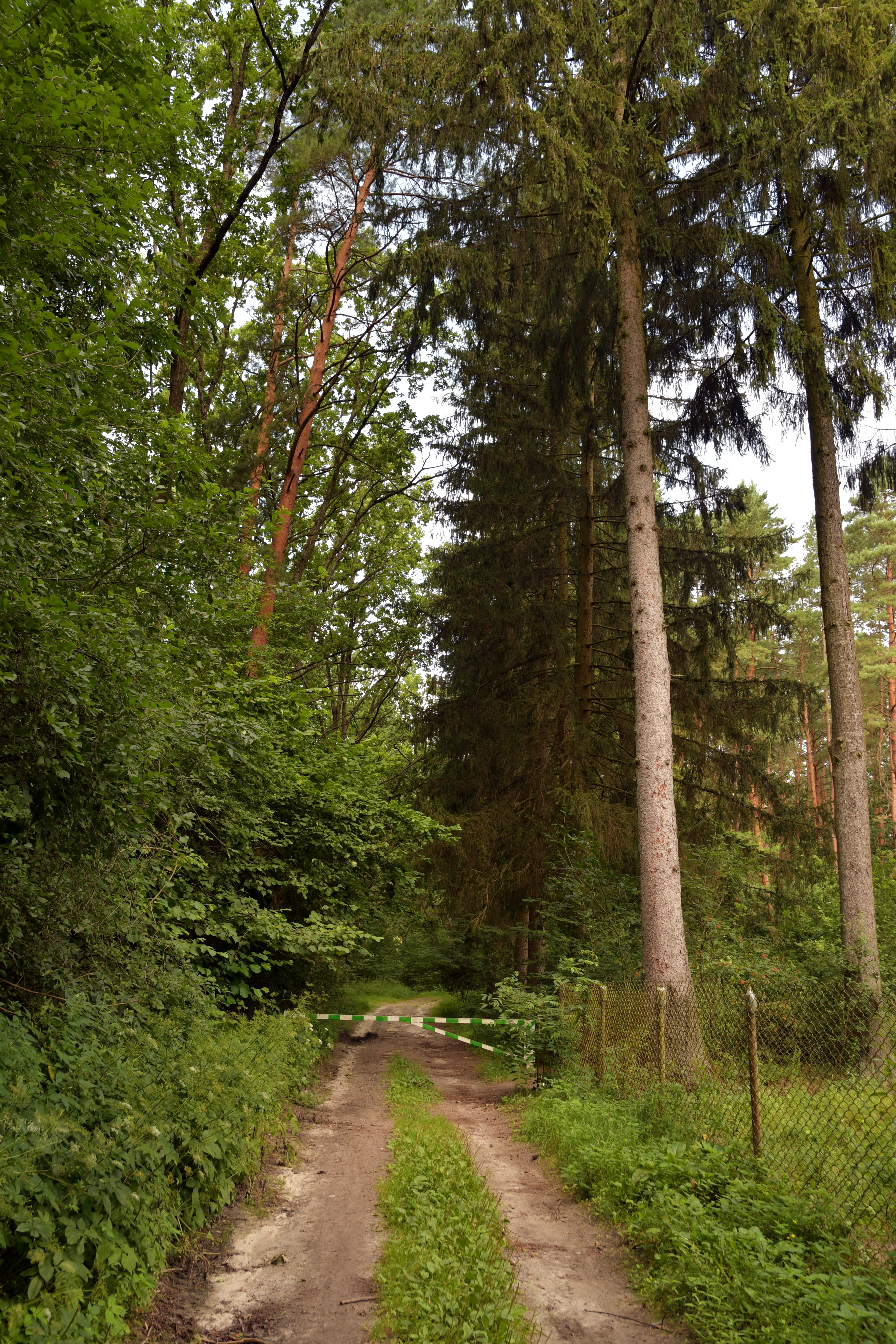
Східний в'їзд
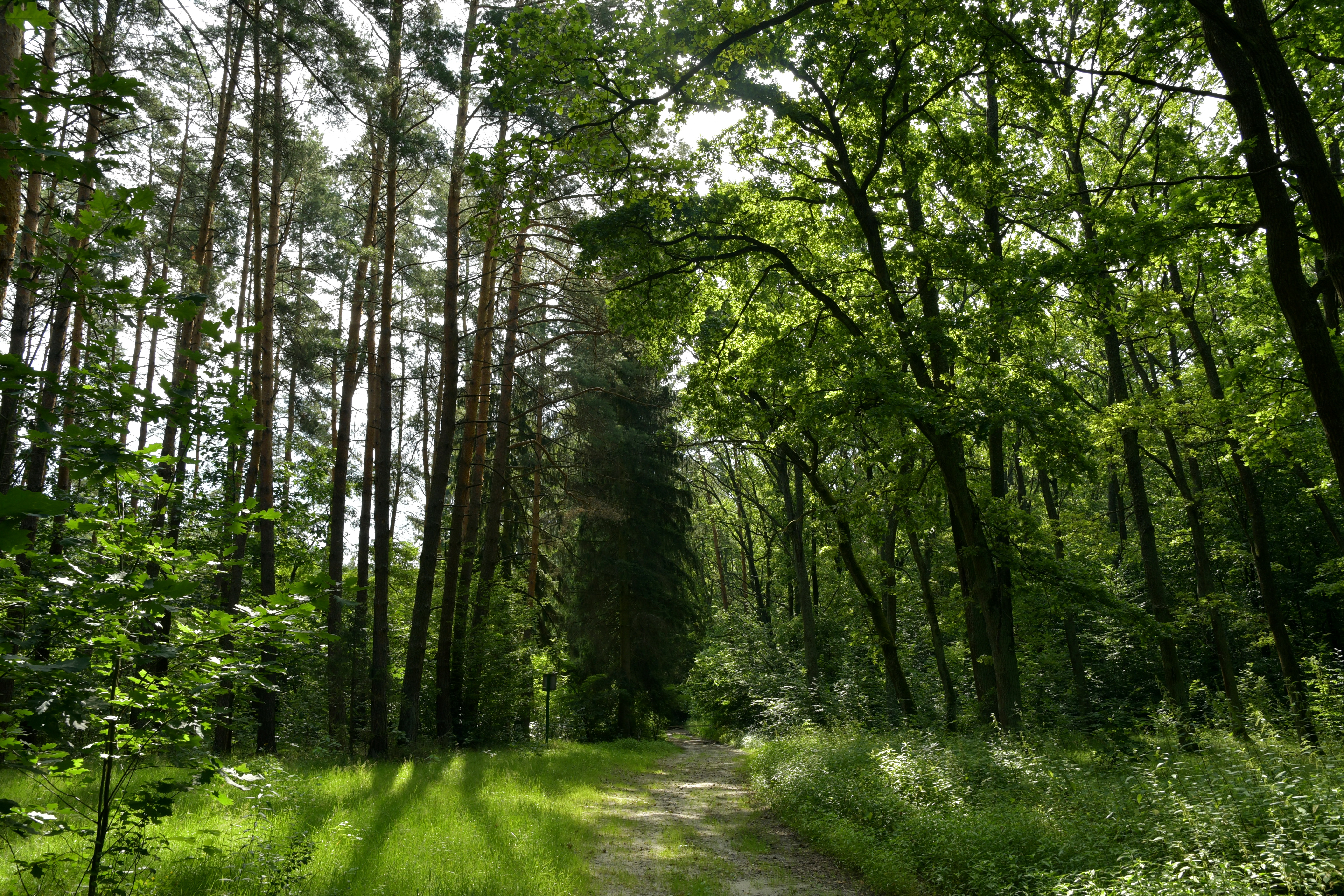
Східний в'їзд
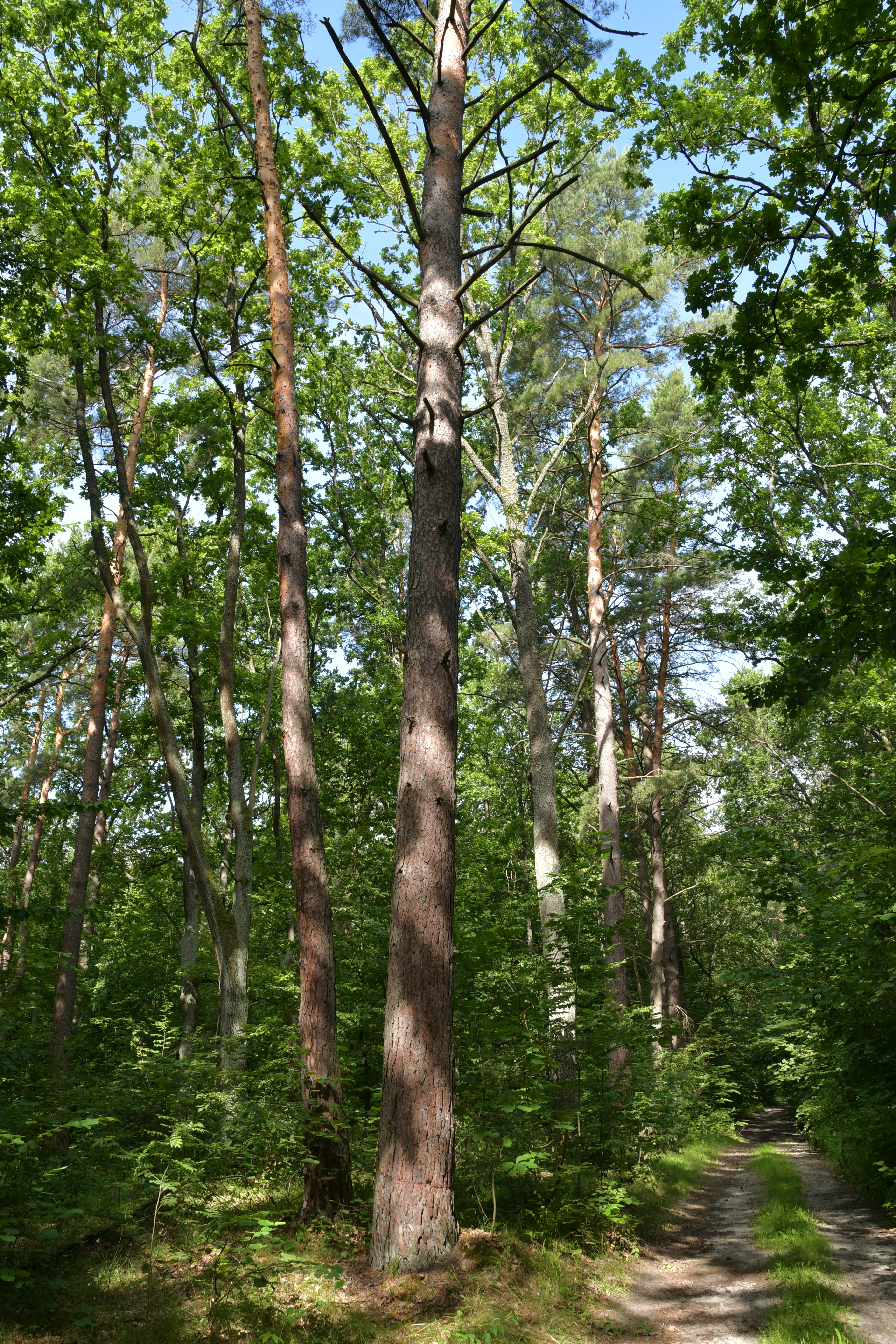
Лісова дорога
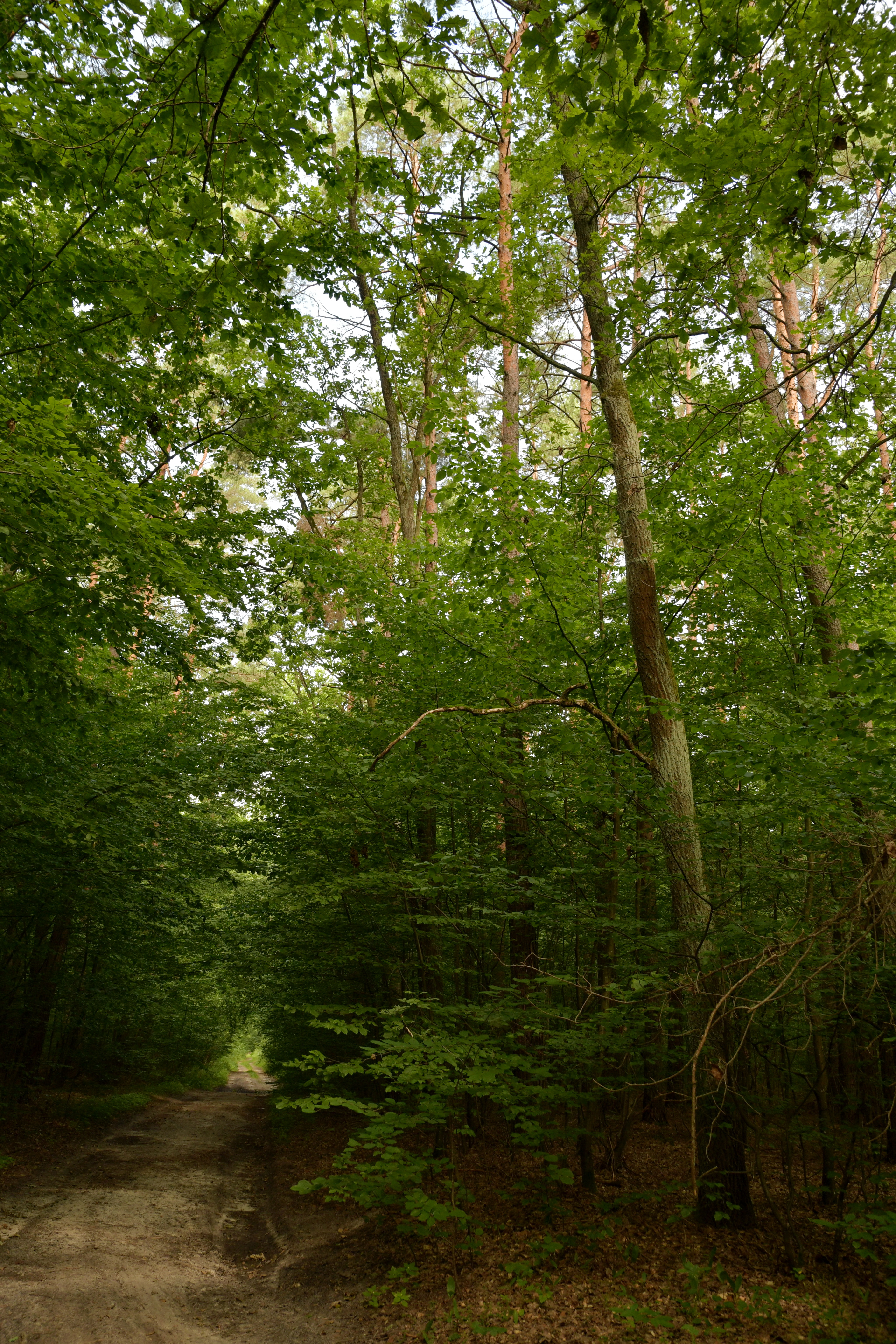
Лісова дорога